# Giovanni Previtali
Giovanni Previtali (1934–1988) est un historien de l'art de nationalité italienne.

## Ouvrages
- Gli affreschi di Giotto a Padova. Milan, 1965
- Gli affreschi di Giotto ad Assisi. Milano, 1965
- Andrea da Salerno nel Rinascimento meridionale, catalogue de l'exposition, Certosa di San Lorenzo, Padula (Salerno), 21 juin-31 octobre 1986, Florence, 1986
- La fortuna dei primitivi : dal Vasari ai neoclassici. Turin, 1964

## Sources
- (it) Cet article est partiellement ou en totalité issu de l’article de Wikipédia en italien intitulé « Giovanni Previtali » (voir la liste des auteurs).